# 石永區
石永區，是四川省鄰水縣下轄的一個區級行政單位。

## 沿革
1949年12月，石永區人民政府成立，駐地設在石永鄉場鎮。下轄石永、荊坪、柳塘、八耳、石滓、興仁、護鄰、同石、王家、三古10個鄉。1950年2月，石永區人民政府撤銷，其所屬區域劃歸興仁區人民政府和豐禾區人民政府管轄。1951年6月，全縣重新區劃時，縣政府決定將原石永區所轄石永、荊坪、柳塘、石滓4個鄉分別從第四區(豐禾區)和第五區(興仁區)划出，新建第八區公所，駐地設在石永鄉場鎮。1952年8月，第八區公所改稱第九區公所。1953年4月第九區公所增轄古路鄉，9月又增轄紅星、石合、同心3個鄉。1956年1月，第九區公所改稱石永區公所，下轄石永、石滓、古路、柳塘、荊坪5個鄉(1958年12月後改稱人民公社)。1966年5月「文革」開始後，石永區公所工作受到干擾。1967年上海「一月風暴」後，區公所無法堅持工作，處於半癱瘓狀態。3月，在區人武部主持下，建立了石永區生產辦公室，代行區公所職能。「文革」初期。石永區公所工作受到干擾，其職能被區生產辦公室代替。1969年．12月29日，經達縣地革委批准，石永區革命領導小組成立，實行「一元化」領導。「文化大革命」剛結束時，各項工作還未完全理順，石永區革組仍然履行著行政領導職能。1978年5月，經地委批准，撤銷石永區革組，建立石永區公所，並任命了正、副區長。